# Hyles stroehlei
The Hyles stroehlei es una especie de polilla perteneciente a la familia Sphingidae.
Solo se conoce su existencia en las montañas Hindu Kush y en Kohistan (provincia de Swat) en Pakistan. Su envergadura es de 55–70 mm. Y los adultos vuelan desde finales de junio hasta principios de julio.